# Shion Niwa
Shion Niwa (丹羽 詩温 Niwa Shion?, 18 de junio de 1994) es un futbolista japonés que juega como delantero en el Kamatamare Sanuki.

## Trayectoria

### Clubes
| Club                       | País  | Año       |
| -------------------------- | ----- | --------- |
| Ehime FC                   | Japón | 2017-2020 |
| Zweigen Kanazawa           | Japón | 2021-2023 |
| Blaublitz Akita (cedido)   | Japón | 2023      |
| Blaublitz Akita            | Japón | 2024-     |
| Kamatamare Sanuki (cedido) | Japón | 2024-     |